# 李策
李策（り ちぇく、리 책、1972年 - ）は、在日朝鮮人3世のフリーライター。
東京都生まれ。朝鮮大学校を卒業後、朝鮮総連での活動（ボランティア活動などではなく「勤務」していたという）を経てフリーライターに。
総連に勤務経験のある在日朝鮮人ではあるが、必ずしも朝銀問題や北朝鮮による日本人拉致問題に関して核心的な情報に触れうるような立場にはなかった。」としているが「組織を離れた今も、かつての同僚たちから運動の現状について話を聞く機会が多い。」と自認し、独自の情報源から取材を行っている。

## 著作

### 単著
- 『激震!朝鮮総連の内幕―「9・17拉致自白」で変わったのか』（小学館文庫、2003年）
- 『板橋資産家殺人事件の真相 「日中混成強盗グループ」の告白』（宝島社、2012年）
- 『「在日」の正体―日本の中枢を席巻する「血と骨」の裏面史』（ミリオン出版、2014年）

### 共著
- （夏原武、江建、日名子暁、鈴木智彦）『アンダーグラウンド・ビジネス最前線』洋泉社、2005年。ISBN 4896919637。
- （青木英一、崔永銀、星野陽平、鈴木琢磨、野村旗守）『図説 内側から見た朝鮮総連―在日朝鮮人ジャーナリストが書いた』イースト・プレス、2006年。ISBN 4872576225。
- （野村旗守、宮島理、呉智英、浅川晃広、他）『別冊宝島 嫌韓流の真実！ザ・在日特権』宝島社、2006年。ISBN 4796653295。
- （野村旗守、呉智英、浅川晃広、宮島理）『ザ・在日特権』宝島社、2007年。ISBN 479665920X。
- （鵜飼克郎、織田淳太郎、常松裕明）『プロ野球ウラ人脈大全』宝島社、2012年。ISBN 4800205239。
- （高英起）『金正恩の北朝鮮 激変する人民ライフと権力の内幕』別冊宝島ノンフィクション、2013年。ISBN 4800208637。
- （森功、城内康伸、野村旗守）『戦後日本の闇を動かした「在日人脈」』宝島社、2013年。ISBN 4800225574。
- （野村旗守、高英起、夏原武）『現代日本の闇を動かす「在日人脈」』宝島社、2014年。ISBN 4800218217。
- （河鐘基）『在日コリアン白書2014』Pitch Communications、2014年。
- （夏原武、鈴木智彦、鈴木光司）『芸能界と暴力団―日本のエンターテインメント最大のタブー』ミリオン出版、2015年。ISBN 4813071996。
- （李光司、関根虚洸、承山京一、高英起）『「朝鮮」の正体』大洋図書、2015年。ISBN 4813072356。
- （斎藤充功、八木澤高明、鈴木光司）『安倍晋三と岸信介の「日米安保」 「戦争」に取りつかれた宿命の一族』双葉社、2015年。ISBN 457530963X。